# Abarisz

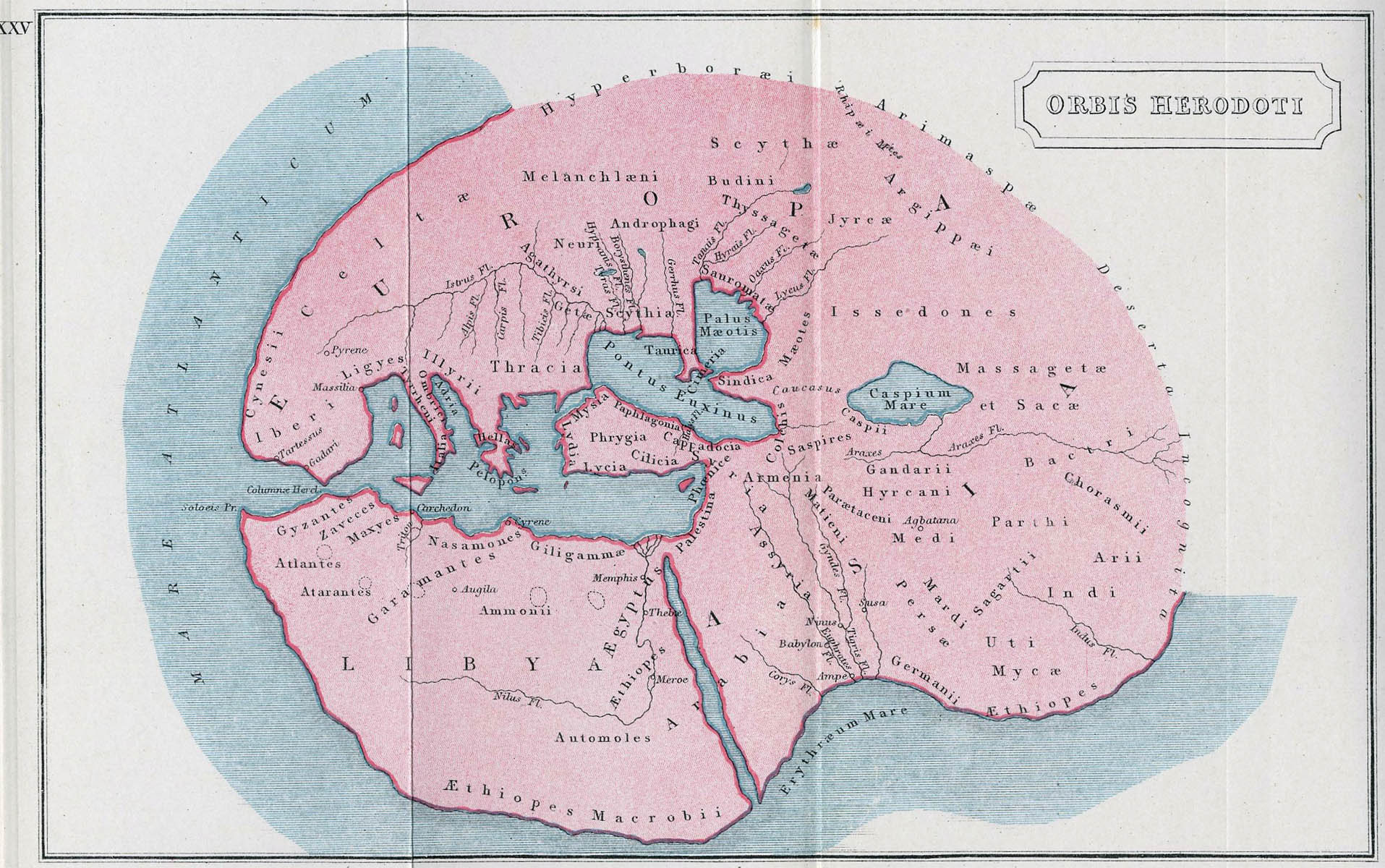
Hüperboreia az ókorban ismert világ északi peremén, Hérodotosz leírása szerint

Abarisz Hüperboreiosz (Ἄβαρις Ὑπερβόρειος) – az északon túli Avar – alighanem valóságos személy volt. Az i. e. 6. században élt, és valószínűleg a Délkelet-Európában honos trák–szkíták, azaz a géták közül származott. A Szuda-lexikon atyja nevét (Szeuthész) is feljegyezte. A Szeuthész (Σευθης), avagy Zoltész (Ζολτης) címet a Keleti-Balkánon letelepedett trák–szkíták több főembere viselte.
Abarisz neve először Pindarosz művében szerepel. Nevezett szerző szerint Abarisz a lüdök királyának, Kroiszosznak volt kortársa.
Abarisz a görögök hagyományai szerint Apollón – a szkíták hite szerint Goitoszürosz (Γοιτοσυρος) – azaz a Nap megszemélyesítőjének felkentje volt. (Lásd: Szkíta istenségek.) Mai fogalmaink szerint vallási vezetőnek is nevezhetnénk. A neki tulajdonított cselekedetek némelyike nagyjában-egészében hihető, többségük azonban, bár lehet valóságos alapjuk, félig-meddig mesének tűnik.
Abariszt gyakorta Szamolxisz társaságában említik. Utóbbi szkíta hitújító volt, az Erdélyi-medencében élő trák–szkíták, azaz a dákok vallási vezetője; kortársa Püthagorasznak, Abarisznak és Anakharszisznak is.

## Cselekedetei
Hérodotosz, görög elbeszélőkre hivatkozva, ekként nyilatkozik Abarisz személyéről Hisztoriai című munkájában: Nyílra kapaszkodva körbejárta a világot, és közben nem vett ételt magához.
Platón, Kharmidész című művében azon trák orvosok közé sorolta Abariszt, akik a lélek és a test gyógyítását ráolvasás által gyakorolják.
Sztrabón Geógraphika hüpomnémata című könyve szerint „Abarisz és más hasonló férfiak tisztességes hírnévnek örvendtek a görögök körében, mert olyan magatartást tanúsítottak, melyet az elégedettség, a takarékosság és az igazságosság jellemez.”
Pauszaniasz Periégétész fő műve (Helladosz periégészisz) szerint Abarisz Kóré Szóteira, avagy Perszephoné tiszteletére Spártában szentélyt emelt.
Órigenész is megemlékezik Abarisz személyéről, illetve varázslatos nyiláról Sztrómata című alkotásában.
Iamblikhosz Peri tou Püthagorikou Biou című írása szerint Abarisz többek között megtisztította Spártát és Knósszoszt a dögvésztől. Nevezett szerző Abarisznak béljóslásban különös jártasságot tulajdonít.
A szóban forgó műben Abarisz – Püthagorasz mellett – kulcsszerepben jelenik meg a szicíliai zsarnok, Akragaszi Phálarisz udvarában. A két bölcs isteni ügyekkel foglalkozik, és a csökönyös zsarnokot erkölcsi tisztaságra oktatja.
A Szuda-lexikon több művet tulajdonít Abarisznak: Szkíta jóslatok, A Hébrosz folyó házassága, Megtisztulások, az Istenek származásáról folyóbeszédben, Apollón látogatásáról Hüperboreia lakóinál ütemversben.

## Északon túl országa
Hüperboreia a görögöknek eleinte a trákok országának északi tájait jelentette, és az azon túl elterülő ismeretlen vidéket. Kallimakhosz szerint például a Balkán-hegység egyik barlangjában lakik Boreasz, a tél és az északi szelek ura. Ám ahogyan gyarapodtak a földrajzi ismeretek, úgy került e mesés ország mind távolabbra, az ismert világ ködbe burkolózó északi pereméhez.
Ariszteasz Arimaszpea című hőskölteményében Hüperboreia az isszédok és az egyszemű arimaszpok országán túl található. Az isszédok az Urál hegység keleti oldalán, az arimaszpok pedig – mesébe illő nevük dacára hús-vér emberek – valószínűleg az Altaj hegység vidékén laktak.
A mondottak ellenére Publius Ovidius Naso, a római aranykor költője – élve az alkotó képzelet szabadságával – „Kaukázuson született” jelzővel illeti Abariszt Metamorphoses című költeményében.